# Pływanie na Letnich Igrzyskach Olimpijskich 1956 – 100 m stylem dowolnym mężczyzn
100 m stylem dowolnym mężczyzn – jedna z konkurencji pływackich rozgrywanych podczas XVI Igrzysk Olimpijskich w Melbourne. Eliminacje i półfinały odbyły się 29 listopada, a finał 30 listopada 1956 roku.
Podium zostało zdominowane przez gospodarzy igrzysk. Mistrzem olimpijskim został Jon Henricks, który w finale poprawił swój rekord olimpijski ustanowiony w półfinale, uzyskawszy czas 55,4. Srebrny medal zdobył John Devitt (55,8), a brąz Gary Chapman (56,7).
Wcześniej, w eliminacjach rekord olimpijski pobił Amerykanin Reid Patterson (56,8).
Rok później, Światowa Federacja Pływacka zdecydowała, by ratyfikować tylko rekordy ustanowione na basenie 50-metrowym, w wyniku czego rezultat uzyskany przez Henricksa (55,4) stał się nowym rekordem świata.

## Rekordy
Przed zawodami rekord świata i rekord olimpijski wyglądały następująco:
| Rekord            | Zawodnik       | Czas | Miejsce   | Data            |       |
| ----------------- | -------------- | ---- | --------- | --------------- | ----- |
| Rekord świata     | Dick Cleveland | 54,8 | New Haven | 1 kwietnia 1954 | [ 2 ] |
| Rekord olimpijski | Clarke Scholes | 57,1 | Helsinki  | 26 lipca 1952   | [ 3 ] |

W trakcie zawodów ustanowiono następujące rekordy:
| Data         | Etap konkurencji | Zawodnik       | Czas | Rekord |
| ------------ | ---------------- | -------------- | ---- | ------ |
| 29 listopada | eliminacje       | Reid Patterson | 56,8 | OR     |
| 29 listopada | półfinał 1       | Jon Henricks   | 55,7 | OR     |
| 30 listopada | finał            | Jon Henricks   | 55,4 | OR     |

## Wyniki

### Eliminacje
| Miejsce | Wyścig | Zawodnik         | Państwo                       | Czas   | Uwagi |
| ------- | ------ | ---------------- | ----------------------------- | ------ | ----- |
| 1.      | 4      | Reid Patterson   | Stany Zjednoczone             | 56,8   | Q,    |
| 2.      | 4      | Atsushi Tani     | Japonia                       | 57,1   | Q     |
| 3.      | 3      | John Devitt      | Australia                     | 57,2   | Q     |
| 4.      | 1      | Jon Henricks     | Australia                     | 57,3   | Q     |
| 5.      | 2      | Manabu Koga      | Japonia                       | 57,7   | Q     |
| 6.      | 1      | Dick Hanley      | Stany Zjednoczone             | 57,8   | Q     |
| 7.      | 5      | Gary Chapman     | Australia                     | 57,8   | Q     |
| 8.      | 2      | Aldo Eminente    | Francja                       | 58,0   | Q     |
| 9.      | 5      | Bill Woolsey     | Stany Zjednoczone             | 58,2   | Q     |
| 10.     | 3      | Paolo Pucci      | Włochy                        | 58,3   | Q     |
| 11.     | 5      | Ronald Roberts   | Wielka Brytania               | 58,3   | Q     |
| 12.     | 3      | Hiroshi Suzuki   | Japonia                       | 58,4   | Q     |
| 13.     | 3      | Paul Voell       | Wspólna Reprezentacja Niemiec | 58,4   | Q     |
| 14.     | 4      | Carlo Pedersoli  | Włochy                        | 58,5   | Q     |
| 15.     | 5      | Gyula Dobay      | Węgry                         | 58,5   | Q     |
| 16.     | 2      | Witalij Sorokin  | ZSRR                          | 58,6   | Q     |
| 17.     | 5      | George Park      | Kanada                        | 58,8   |       |
| 18.     | 1      | Billy Steuart    | Południowa Afryka             | 59,2   |       |
| 19.     | 3      | Kenneth Williams | Wielka Brytania               | 59,4   |       |
| 20.     | 3      | Dennis Ford      | Południowa Afryka             | 59,5   |       |
| 21.     | 1      | Lew Bałandin     | ZSRR                          | 59,6   |       |
| 22.     | 1      | Hans Köhler      | Wspólna Reprezentacja Niemiec | 59,8   |       |
| 23.     | 1      | Karri Käyhkö     | Finlandia                     | 59,8   |       |
| 24.     | 2      | Cheung Kin Man   | Hongkong                      | 59,8   |       |
| 25.     | 4      | Haroldo Lara     | Brazylia                      | 59,9   |       |
| 26.     | 2      | Horst Bleeker    | Wspólna Reprezentacja Niemiec | 1:00,1 |       |
| 27.     | 4      | Habib Nasution   | Indie                         | 1:00,1 |       |
| 28.     | 2      | Sergio Martínez  | Kolumbia                      | 1:00,2 |       |
| 29.     | 4      | Alex Jany        | Francja                       | 1:00,2 |       |
| 30.     | 5      | Dakula Arabani   | Filipiny                      | 1:00,2 |       |
| 31.     | 2      | Peter Duncan     | Południowa Afryka             | 1:00,4 |       |
| 32.     | 1      | André Laurent    | Belgia                        | 1:00,7 |       |
| 33.     | 5      | Wan Shiu Ming    | Hongkong                      | 1:00,7 |       |
| 34.     | 3      | Sri Chand Bajaj  | Indie                         | 1:01,6 |       |

### Półfinały

#### Półfinał 1
| Miejsce | Zawodnik        | Państwo           | Czas | Uwagi |
| ------- | --------------- | ----------------- | ---- | ----- |
| 1.      | Jon Henricks    | Australia         | 55,7 | Q,    |
| 2.      | Dick Hanley     | Stany Zjednoczone | 56,9 | Q     |
| 3.      | Atsushi Tani    | Japonia           | 57,4 | Q     |
| 4.      | Aldo Eminente   | Francja           | 58,0 | Q     |
| 5.      | Hiroshi Suzuki  | Japonia           | 58,0 |       |
| 6.      | Witalij Sorokin | ZSRR              | 58,2 |       |
| 7.      | Paolo Pucci     | Włochy            | 58,8 |       |
| 8.      | Carlo Pedersoli | Włochy            | 59,0 |       |

#### Półfinał 2
| Miejsce | Zawodnik       | Państwo                       | Czas | Uwagi |
| ------- | -------------- | ----------------------------- | ---- | ----- |
| 1.      | John Devitt    | Australia                     | 56,4 | Q     |
| 2.      | Gary Chapman   | Australia                     | 56,9 | Q     |
| 3.      | Reid Patterson | Stany Zjednoczone             | 57,1 | Q     |
| 4.      | Bill Woolsey   | Stany Zjednoczone             | 58,0 | Q     |
| 5.      | Gyula Dobay    | Węgry                         | 58,1 |       |
| 6.      | Manabu Koga    | Japonia                       | 58,1 |       |
| 7.      | Paul Voell     | Wspólna Reprezentacja Niemiec | 58,6 |       |
| 8.      | Ronald Roberts | Wielka Brytania               | 58,9 |       |

### Finał
| Miejsce | Zawodnik       | Państwo           | Czas | Uwagi |
| ------- | -------------- | ----------------- | ---- | ----- |
| 1. !    | Jon Henricks   | Australia         | 55,4 | OR    |
| 2. !    | John Devitt    | Australia         | 55,8 |       |
| 3. !    | Gary Chapman   | Australia         | 56,7 |       |
| 4.      | Reid Patterson | Stany Zjednoczone | 57,2 |       |
| 5.      | Dick Hanley    | Stany Zjednoczone | 57,6 |       |
| 6.      | Bill Woolsey   | Stany Zjednoczone | 57,6 |       |
| 7.      | Atsushi Tani   | Japonia           | 58,0 |       |
| 8.      | Aldo Eminente  | Francja           | 58,1 |       |